# Margaretha Boije af Gennäs
Lalla Margareta Boije af Gennäs, född 24 maj 1913 i Engelbrekts församling, Stockholm, död 22 april 2003 i Båstad, var en svensk skådespelare. Hon gifte sig 1938 med Ture Ara. Från 1945 var hon gift med konstnären Hans Ripa.

## Filmografi
- 1937 – Mamma gifter sig

## Teater

### Roller
| År   | Roll | Produktion             | Regi        | Teater             |
| ---- | ---- | ---------------------- | ----------- | ------------------ |
| 1938 |      | Kyskhet Vilhelm Moberg | Leo Golowin | Åbo Svenska Teater |

### Fotnoter
1. ↑  ”Margaretha Boije af Gennäs”. http://sfi.se/sv/svensk-filmdatabas/Item/?type=PERSON&itemid=304221&ref=%2ftemplates%2fSwedishFilmSearchResult.aspx%3fid%3d1225%26epslanguage%3dsv%26searchword%3dMargaretha+Boije+af+Genn%C3%A4s%26type%3dPerson%26match%3dBegin%26page%3d1%26prom%3dFalse. Läst 18 oktober 2012.
2. ↑  ”Bröllop”. Dagens Nyheter:  s. 12. 25 februari 1938. https://arkivet.dn.se/tidning/1938-02-25/54/12. Läst 3 januari 2025.
3. ↑  ”Ripa, Margaretha Lalla”. www.ripa.se. Ripa, Carl-Erik. http://www.ripa.se/carl-erik/ripa/index.htm?/carl-erik/ripa/000/001/574.htm. Läst 31 juli 2020.
4. ↑  ”Svensk urpremiär i Åbo”. Dagens Nyheter:  s. 9. 7 november 1938. https://arkivet.dn.se/tidning/1938-11-07/303/9. Läst 3 januari 2025.